# Жанна Савойская (1392—1460)
Жа́нна Саво́йская (фр. Jeanne de Savoie) или Джова́нна Саво́йская (итал. Giovanna di Savoia), Иоа́нна Саво́йская (лат. Joanna Sabaudae; 16 июля 1392, Шамбери, Графство Савойя — январь 1464, Казале-Монферрато, Маркграфство Монферрато) —  принцесса из Савойского дома, дочь Амадея VII Красного,  графа Савойи. Жена маркграфа Джованни Джакомо Палеолога; в замужестве — маркграфиня Монферрато.

## Происхождение
Родилась в Шамбери 16 июля 1392 года. Она была дочерью Амадея VII Красного, графа Савойи, Аосты и Морьена, титулярного графа Россо и Бонны Беррийской, принцессы из дома Валуа. По отцовской линии приходилась внучкой графу Савойи Амадею VI Зелёному и Бонне Бурбонской, принцессе из дома Бурбонов. По материнской линии была внучкой Жана I Великолепного, герцога Берри и Оверни, графа Монпансье и Пуатье и Жанны Арманьякской, принцессы из дома Арманьяков.
Мать овдовела, когда была беременна Жанной, которая родилась через восемь месяцев после смерти отца. Её старшим братом был Амадей VIII, прозванный Миролюбивым, а старшей сестрой — принцесса Бона, вышедшая замуж за их родственника Людовика, князя Ахейи и графа Пьемонта.

## Брак и потомство
7/23 сентября 1400 года граф Савойи Амадей VIII предложил маркграфу Монферрато Теодоро II заключить брак между пятилетним первенцем маркграфа и десятилетней принцессой из Ахейской ветви Савойского дома. Однако помолвка не состоялась. В декабре 1406 года начались новые матримониальные переговоры между Савойей и Монферрато, но теперь в жёны наследнику маркграфа сватали младшую сестру графа Жанну. 22/23 марта 1407 года стороны договорились о приданном невесты, которое составило сумму в шестьдесят тысяч флоринов. Также отец жениха окончательно закрепил за ним статус единственного наследника. 24 марта был подписан брачный договор, который стороны парафировали 13 апреля того же года. Дар невесте составил владения Трино, Палаццоло и Фонтането, к которым 8 декабря 1408 года добавили и Казале-Монферрато. В январе 1411 года все общины маркграфства передали жениху Жанны средства для утреннего дара будущей супруге. В ответ он пригласил представителей общин на свою свадьбу. 
В Кивассо 21/24 апреля (по другим данным 19 марта) 1411 года Жанна Савойская сочеталась браком с Джованни Джакомо Палеологом (23.03.1395 — 12.03/13.09.1445). В 1414 году её супруг получил титул графа д’Aкви, или Аквизано, а в 1418 году, после смерти отца, унаследовал титул маркграфа Монферрато. Он также являлся императорским викарием в Италии. В браке Жанны и Джованни Джакомо родились семеро детей — пять сыновей и две дочери:
- Джованни (24.06.1413 — 29.01.1464), с 1445 года маркграф Монферрато под именем Джованни IV, имперский князь и генеральный викарий в Италии с 8 января 1464 года, 2/7 июля 1454 года заключил брачный контракт, 13 июля 1457 года по доверенности и 2 мая 1458 года сочетался браком с Маргаритой Савойской (1439 — 09.03.1483), принцессой из Савойского дома;
- сын (род. до 16.01.1419), предположительно умер в раннем возрасте;
- Гульельмо (19.7.1420 — 27.2.1483), с 1464 года маркграф Монферрато под именем Вильгельма VIII, 19 января 1465 года сочетался первым браком с Марией де Фуа (после 1452 — 1467), дочерью графа Фуа и Бигорра, виконта Беарна, 18 июля 1469 года сочетался вторым браком с Елизаветой Сфорца[итал.] (10.06.1456 — 01.09.1472), дочерью герцога Милана и 6 января 1474 года сочетался третьим браком с Бернардой де Бросс (ум. 17.02.1485), дочерью графа Пентьевра;
- Бонифачо (13.06.1426 — 31.01.1494), с 1483 года маркграф Монферрато под именем Бонифация III, синьор Кассине и Фелиццано, вассал герцога Милана, сочетался первым браком с Орвьетаной Фрегозо, дочерью дожа Генуи, в 1483 году сочетался вторым браком с Элен де Бросс (ум. 1484), дочерью графа Пентьевра и в Инсбруке 8 июля 1485 года сочетался третьим браком с Марией Бранкович (1464/66 — 27.08.1495), дочерью деспота Сербии;
- Теодоро (14/15.08.1425 — 14/21.01.1484), апостольский протонотарий и папский легат в Монферрато, кардинал с 18 сентября 1467 года, кардинал-дьякон с титулом Сан-Теодоро с 27 апреля 1468 года, избранный епископ Казале-Монферрато с 1475 по 1481 год[10];
- Изабелла[итал.] (род. 07.9.1427), в 1436 году, по брачному контракту от 7 августа 1435 года, сочеталась браком с Лодовико I (ум. 1475), маркграфом Салуццо;
- Амадея[итал.] (1420/08.1429 — 13.09.1440), 23 декабря 1437 года в замке Рипай[фр.] по доверенности и 3 июля 1440 года в Никосии сочеталась браком с Иоанном II (16.05.1418 — 28.07.1468), королём Кипра.

О внешности и характере Жанны Савойской сведений нет. Она упоминается в завещании старшей сестры от 19 октября 1429 года. Маркграфиня овдовела в 1445 году и умерла в январе 1460 года.